# Manel Esclusa i Canals
Manel Esclusa (Vic, Osona, 13 d'abril de 1952) és un fotògraf català i professor de Fotografia a l'Escola Eina de Barcelona i a l'Institut d'Estudis Fotogràfics de Catalunya. Des de 1979 les seves sèries fotogràfiques, Venezia, Sil·lepsis, Naus, Urbs de nit i Aiguallum, plantegen una reflexió sobre el paisatge urbà i la nit com a escenari, explorant la realitat nocturna de les ciutats, des dels seus espais i objectes ocults i anònims fins aquells elements arquitectònics il·luminats que són percebuts com a símbols d'una ciutat.

## Biografia
La seva família tenia un estudi fotogràfic on, amb només vuit anys, ja va començar a entrar en contacte amb el món de la fotografia. Va estudiar mestratge industrial i va treballar amb el seu pare des del 1966 fins al 1972 en el món de la fotografia. El febrer de 1973 va fer la seva primera exposició de fotografies murals a la Sala Aixelà de Barcelona. El 1974 va a anar a Arles a realitzar un curs internacional de fotografia amb grans mestres, com ara: Ansel Adams, Susan Felter, Neal White, Arthur Tress, Brassaï, Lartigue..., gràcies a una beca de la Dotació d'Art Castellbach. El mateix any també va fer la primera portada per a la revista Ajoblanco.
L'any 1975 va començar a treballar com a professor en un taller de fotografia de Barcelona. Un any després va estar treballant a Cadaqués, també en un taller. El 1980 va entrar com a professor al CIFB (Centre Internacional de Fotografia de Barcelona). Al llarg de la seva vida ha estat exercint diverses activitats relacionades amb la docència, tant en tallers com en escoles, la majoria a Barcelona.
El 1979, a més de treballar com a professional de fotografia de moda, va iniciar un projecte personal que ha experimentat fins a l'actualitat: la fotografia nocturna.
És a la dècada dels vuitanta quan comença a realitzar les seves primeres aportacions dintre de l'ambit internacional; ya no buscarà el misteri mitjançant l'escenificació, sinó que el trobarà a un exterior que, recreat per ell, aconsegueix expressar el viscut per ell interiorment.

## Obra
La seva obra se centra en el tractament de la llum en espais foscos. És especialista en fotografia nocturna d'espais urbans. Utilitza llargues exposicions fotogràfiques per aconseguir aquests resultats tan impactants, que sovint semblen reconstruir les arquitectures; busca materialitzar la llum, utilitzar-la com arquitectura. Aquests són els efectes que el caracteritzen.
El resultat ha sigut una obra atenta a l'exploració de les condicions tècniques en què es desenvolupa el medi i el seu potencial per instituir una mediació o un filtre entre la realitat i la mirada fotogràfica. La naturalessa onírica, poética i fantasmal amb què s'acostuma a identificar el seu treball té a veure essencialment amb el caràcter reflexiu i introspectiu que destil·len les seves imatges.
Un exemple de com són els seus treballs és una de les seves obres més recents ombra del paisatge en la que captura ombres generades per la natura en una cartulina blanca. Això, malgrat la seva sencillessa aparent, remet amb claredat als fundaments constitutius de la fotografia, i a un dels procediments més essencials i primitius com és el fotograma.
El 1990 va convertir l'Espai 13 de la Fundació Joan Miró en un enorme laboratori fotogràfic: els murs estaven recoberts de paper fotogràfic d'emulsió directa i un flaix d'onze mil watts de potència que s'activava per tal que les siluetes dels convidats a la inauguració quedessin impreses a les parets. Com un residu de l'escena d'un happening o una caverna platònica, la mostra va mantenir els papers emulsionats sense fixar, amb llums vermelles i ataronjades que mostraven les siluetes que després van anar desapareixent progressivament al llarg de l'exposició.
L'any 1995 va començar una sèrie d'autoretrats de l'interior del seu cos mitjançant un TAC, com el que fan servir als hospitals. Es pot veure la seva obra al Museu Nacional d'Art de Catalunya.
Una de les exposicions que han recorregut molts països és Aquariana, tot i tenir-ne de moltes reconegudes (Gits, Ahucs, Naus, Silepsis i Ubs de nit...).
Els seus treballs es troben en gran part a França (la Bibliotèque National, el Museo Réattu) i a Catalunya (el Museu Nacional d'Art de Catalunya). Però també en molts altres museus i col·leccions privades.

## Exposicions individuals rellevants
- 1973- Sala Aixelà. Barcelona. Temple romà. Vic (Barcelona).
- 1974- Galeria Spectrum. Barcelona. Galeria Studio Keeler. Eivissa.
- 1975- Fang. Galería Spectrum. Barcelona.
- 1976- Galeria Taller Mediterrani de Fotografia. Cadaqués (Girona).
- 1976- Galeria Tau. Sant Celoni (Barcelona). Galeria Spectrum. Eivissa.
- 1978- Galeria Tau Sant Celoni (Barcelona). Canon Photo Gallery. Amsterdam (Holanda).
- 1979- Gaudí. Galería Artema. Barcelona.
- 1981- Els ulls aturats. Galeria Il Diaframma Canon. Milà (Italia).
- 1981- Sil·lepsis. Galeria Spectrum-Canon. Barcelona.
- 1982- Sil·lepsis. La Fontana d'Or. Girona.
- 1985- Sil·lepsis - Naus. Galerie Junod. Lausanne.
- 1985- Naus. Les Nouveaux Imaginaires. Europalia 85. Musée de la Photographie.Charleroi.
- 1988- Manel Esclusa 1972 - 1988. Galerie Municipale de Château d'Eau. Toulouse.
- 1988- Aquariana. Museu da Zoología da Universidade de Coimbra. Coimbra.
- 1989- Barcelona ciutat imaginada. Galerie DB´S. Amberes.
- 1990- París. FNAC Montparnasse. "Barcelona ciutat imaginada".
- 1990- Barcelona. Fundació Joan Miró. Espai 13. "Figuracions de l'espai".
- 1990- Amiens. Maison de la Culture d'Amiens. "Aquariana".
- 1990- Tarazona. Centro Musical Raquel Meller. "Aquariana".
- 1990- Tours. Museum d'Histoires Naturelles. "L'Eau et ses formes".
- 1990- Albi. Centre Culturel de L'Albigeois. "Barcelona, ciutat imaginada".
- 1990- Nantes. "Barcelona, ciutat imaginada".
- 1991- Tortosa. Galeria del Centre de Comerç. Taula de Fotografía. "Aquariana".
- 1992- Barcelona. Galeria Tristán. "Trencadís". París. Galeria FNAC. "Trencadís".
- 1993- Barcelona. Sala Aixelá.
- 1993- Vic. Temple Romà. "Aquariana".
- 1993- Lille (E). Mèdiatheque Municipale. "Images et Pages". "Barcelona, ciutat imaginada".
- 1994- Múrcia. Centro de Arte Palacio Almudí. "Aquariana".
- 2009 - Girona, Els Jardins d'Humus.[7]

### Exposicions col·lectives rellevants
- 1980- Amsterdam. Canon Photo Gallery. Tentoonstelling: Venezia.
- 1983- Houston. Center of Photography. New B/W Westeuropean Photography.
- 1985- Una journée en Europe. Europalia 85. Gare Centrale. Bruselas.
- 1988- Photographie Européen. Club Méditerranée. Gregolimano.
- 1989- Spanish Eyes. A look at contemporary photo from Spain. Clarence Kennedy Gallery.
- 1990- Corps de L'Image. Fons Régionale d'Art Contemporain de Champagne-Ardenne.
- 1990- Diez Fotógrafos Españoles. Casa d'Espanya. Utrecht.
- 1992- Première Photo. Galerie du Jour. Agnès B. París.
- 1993- Any minute now, something will Happen. Galerie DB´S. Amberes.
- 2002- Un soroll secret. Something Else Lab i Primavera Sound. Monastiri de Sant Miquel.
- 2002- Milà. Instituto Cervantes. Gaudí: una visione poliedrica.
- 2007- Bogotà. MAMBO (Museu d'Art Modern de Bogotà). Cazadores de sombras.
- 2008- Panamà. Museo de Arte Contemporáneo. Cazadores de sombras.

## Premis
- 1985- Barcelona. Premi LAUS/ADGFAD (Agrupació de Directors d'Art, Dissenyadors Gràfics i Il·lustradors).
- 1985- Barcelona. Línia d'imatge per Quaderns d'Arquitectura i Urbanisme.
- 1988- Arlés. Prix du Livre Photo, “Barcelona, ciutat imaginada”.
- 1988- Premi LAUS/ADGFAD de Fotografia per ''Barcelona, ciutat imaginada''.

## Llibres publicats
- 1977- Manel Esclusa. Fotografies. Edicions Alabern
- 1988- Barcelona, Ciutat Imaginada.
- 2002- Silencios Latentes. Lundwerg editores.
- 2004- La noche se mueve. La fábrica.
- 2010- Visual Correspondences. La Marca Editora.
- 2010- Barcelona, pell i ombra. NOVA ERA.